# 布耶梅纳尔
布耶梅纳尔（法語：Bouillé-Ménard，法語發音：[buje menaʁ] ⓘ）是法国曼恩-卢瓦尔省的一个市镇，属于瑟格雷区。

## 地理
布耶梅纳尔（47°44'31"N, 0°58'6"W）面积15.79 平方千米，位于法国卢瓦尔河地区大区曼恩-卢瓦尔省，该省份为法国西部内陆省份，大致对应安茹地区，北起顺时针与马耶讷省、萨尔特省、安德尔-卢瓦尔省、维埃纳省、德塞夫勒省、旺代省、大西洋卢瓦尔省和伊勒-维莱讷省接壤。
与布耶梅纳尔接壤的市镇（或旧市镇、城区）包括：拉布瓦西耶尔、莱韦克堡、蓝色安茹地区瑟格雷、翁布雷当茹。

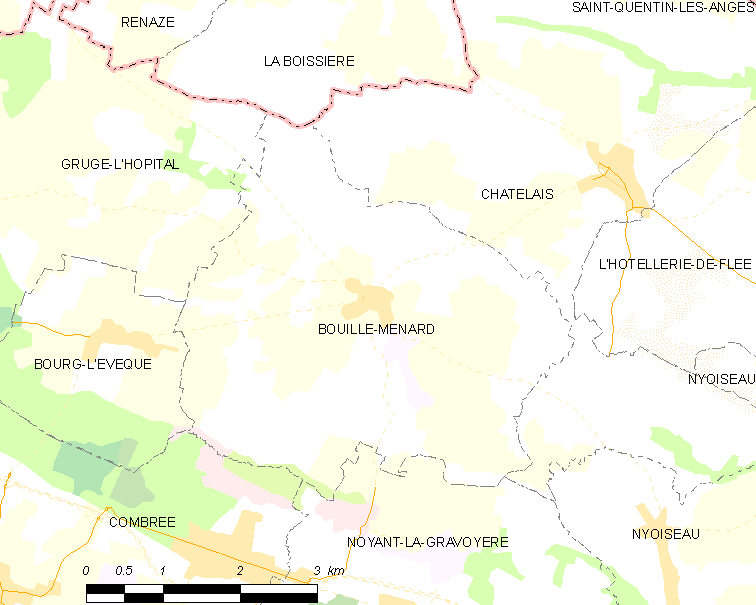
布耶梅纳尔的OSM定位图

布耶梅纳尔的时区为UTC+01:00、UTC+02:00（夏令时）。

## 行政
布耶梅纳尔的邮政编码为49520，INSEE市镇编码为49036。

## 政治
布耶梅纳尔所属的省级选区为蓝色安茹地区瑟格雷县。

## 人口

1962-2008年间布耶梅纳尔人口变化图示

布耶梅纳尔于2022年1月1日时的人口数量为775人。